# Olle Dahlbäck
Karl Olov (Olle) Dahlbäck, född 28 december 1914 i Jokkmokks församling, Norrbottens län, död 3 februari 1988, var en svensk läkare.
Efter studentexamen i Gävle 1933 blev Dahlbäck medicine kandidat 1935 och medicine licentiat vid Uppsala universitet 1941. Han innehade olika läkarförordnanden 1938–1943, var underläkare vid kirurgiska avdelningen på Sundsvalls lasarett 1943–1947, förste underläkare vid kirurgiska avdelningen på Sabbatsbergs sjukhus 1947–1952 och överläkare vid thoraxkirurgiska kliniken på Lunds lasarett 1956–1980 (tillförordnad 1952–1956). Han blev medicine hedersdoktor i Lund 1969 och invaldes som ledamot av Fysiografiska sällskapet i Lund 1971. Han författade skrifter i thoraxkirurgi. 
Dahlbäck var son till driftschef Gunnar Dahlbäck och Lisa Andersson, bror till överintendent Bengt Dahlbäck samt far till arkitekt Marianne Dahlbäck och professor Gunnar Dahlbäck.